# 하티인
하티인(Hattians)은 고대 아나톨리아 중부에 살던 청동기 시대 민족이다. 셈어도 인도유럽어도 아닌 독자적인 하티어를 구사했다. 초기 청동기 시대의 고고학적 유물과 이후 히타이트의 역사적 기록 등에 의해 확인된다. 이들이 사는 땅은 "하티"(Hatti)라고 불렸으며, 하투샤를 중심지로 두었다. 기원전 2천년 경부터 인도유럽어를 사용하는 아나톨리아 민족 중 하나인 히타이트의 확장에 직면하였고 기원전 1,700년 경까지 점차적으로 히타이트에게 정치적, 사회적으로 흡수되었다. 히타이트인들은 "하티"라는 이들의 국명을 그대로 이어받았다.

## 같이 보기
- 히타이트
- 하티어
- 아나톨리아의 역사